# Boeddhisme in Indonesië
Het boeddhisme in Indonesië was tot en met de 15e eeuw een belangrijke religie op Sumatra en Java. Hierna overheerste de islam. Tegenwoordig is het boeddhisme in beperkte mate weer terug, vooral in Jakarta.

## Geschiedenis

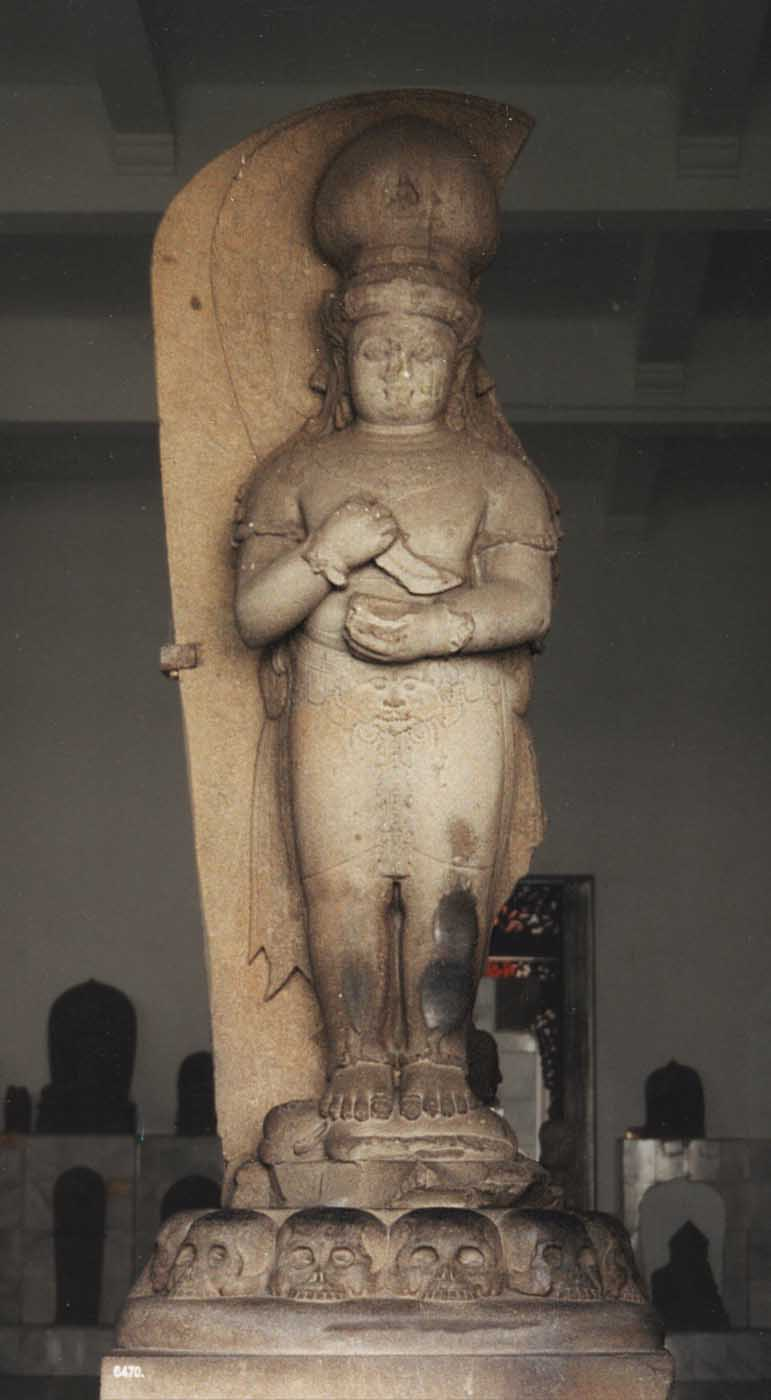
Koning Adityawarman werd in de 14e eeuw gezien als de incarnatie van Lokeshvara, een van de manifestaties van Avalokitesvara

### Opkomst en verval
Het boeddhisme wordt sinds minimaal de 3e eeuw beoefend in Indonesië. Dit is te herleiden aan Boeddhabeelden uit die periode. Dit gebeurde echter nog in beperkte mate. Ook nog in 418, tijdens de reis van Fa Xian door het land, was het boeddhisme nog niet ver ontwikkeld.
In de loop van de 5e eeuw kwam door zendingswerk van Indiase monniken een aanzienlijke ontwikkeling op gang en aan het begin van de 7e eeuw berichtte I Ching in zijn reisverslag dat Java en Sumatra inmiddels waren uitgegroeid tot belangrijke boeddhistische studieoorden.
In de bloeiperiode tot en met de 7e eeuw was vooral het mahayanaboeddhisme de vooraanstaande school in Indonesië. Ook waren er boeddhisten uit de hinayanaschool, van wie vermoed wordt dat ze behoorden tot sarvastivada-linie. Met opkomst van de Sailendra-dynastie in de 8e eeuw, ontwikkelde het mahayana zich sterk. Dit is ook de periode dat de Borobudurtempel werd gebouwd op Java.
De eeuw erna kwam het vajrayanaboeddhisme tot bloei. Dit tantrische boeddhisme en de mahayanaschool waren tot in de 15e eeuw aanwezig in Indonesië. Aan het eind van deze periode bestonden er veelvuldige contacten met boeddhisten van het Indiase klooster Nalanda. Ook zijn er op een steen inscripties aangetroffen waarin de 14e-eeuwse koning Adityawarman wordt genoemd als de incarnatie van Lokeshvara, een van de manifestaties van Avalokitesvara.
De opkomst van de islam betekende praktisch de gehele verdwijning van het boeddhisme in Indonesië. Eind 14e eeuw gebeurde dit in Sumatra en aan het begin van de 15e eeuw verdween het boeddhisme ook in geheel Java.

### Herintroductie
Het boeddhisme keerde terug in Indonesië met de aankomst van Chinese immigranten in het land. Na de machtsgreep van 1965 (Kudeta) werden de grondslagen die waren neergelegd in de Pancasila opnieuw bevestigd. Het afwijken van de monotheïstische grondslagen erin werd door de regering van Soeharto gezien als verraad. De oprichter van de boeddhistische stroming Perbuddhi, Bhikkhu Ashin Jinarakkhita, zocht hierom de oplossing in oude Javaanse teksten en de uiterlijke vorm van de Borobudur. Aan de hand hiervan deed hij het voorstel vast te houden aan het traditionele boeddhisme op Java en Sanghyang Adi Buddha te beschouwen als de oppergod van het boeddhisme. Zodoende wist hij het boeddhisme toch verklaren als monotheïstische religie.
In de eerste jaren na de staatsgreep werd van burgers verlangd hun religie te laten registreren, om te ontkomen aan de verdenking van communistische sympathieën. In deze jaren was er een grote toename te zien in het aantal -geregistreerde- boeddhisten en werden er rond negentig nieuwe boeddhistische tempels gebouwd.

## Borobudur

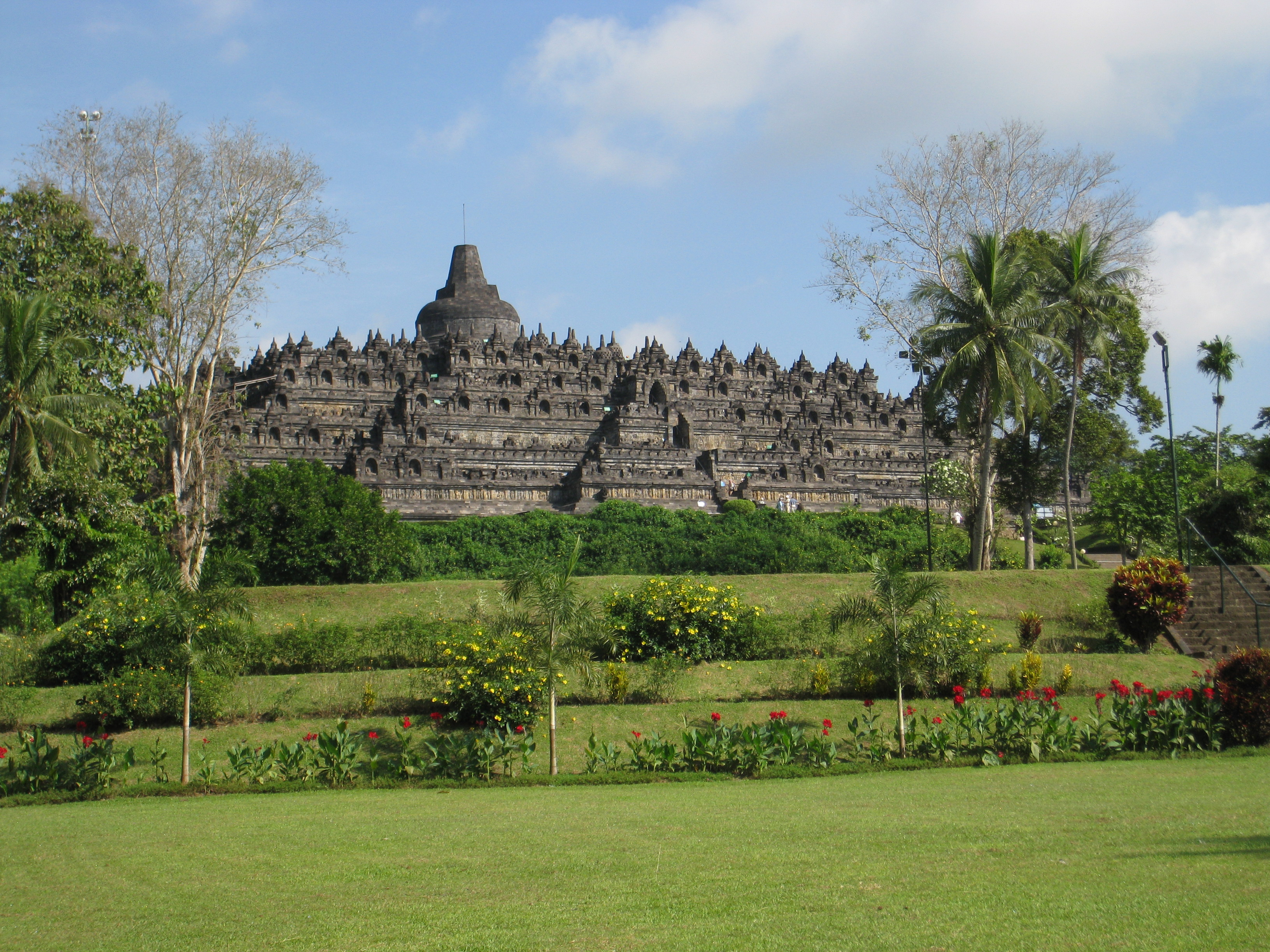
De Borobudur een belangrijke boeddhistische tempel op Java

De Borobudur een van de belangrijkste boeddhistische tempels die de overheersing door de islam heeft overleefd. Het heiligdom is naast de Prambanan en de Kraton in Jogjakarta een van de toeristische trekpleisters van Centraal-Java.
De Borobudur ligt op 40 km ten noordwesten van Jogjakarta in de provincie Midden-Java, in het centrum van het Indonesische eiland Java. De tempel ligt bij de Merapi, de meest actieve vulkaan van Indonesië, en is gebouwd in de periode 750 - 850.
De Borobudur heeft eeuwen verborgen gelegen onder as en begroeiing. In de 18e eeuw moet van de hoogste terrassen van de Borobudur nog wel iets te zien zijn geweest. Nederlanders op weg naar het Javaanse hof kwamen wel langs andere monumenten maar nooit in de buurt van de Borobudur. De Borobudur is herontdekt in 1814 ten tijde van het Engelse tussenbewind in Nederlands-Indië, door toedoen van Luitenant-Gouverneur Sir Thomas Stamford Raffles en met name de door hem uitgezonden Nederlandse medewerker H.C. Cornelius. Cornelius maakte met meer dan 200 man gedurende ruim anderhalve maand het monument al enigszins vrij. Zijn werk werd tussen 1817 en 1822 door anderen voortgezet.
De tempel is te vinden op de Werelderfgoedlijst van de UNESCO.

## Hedendaags boeddhisme

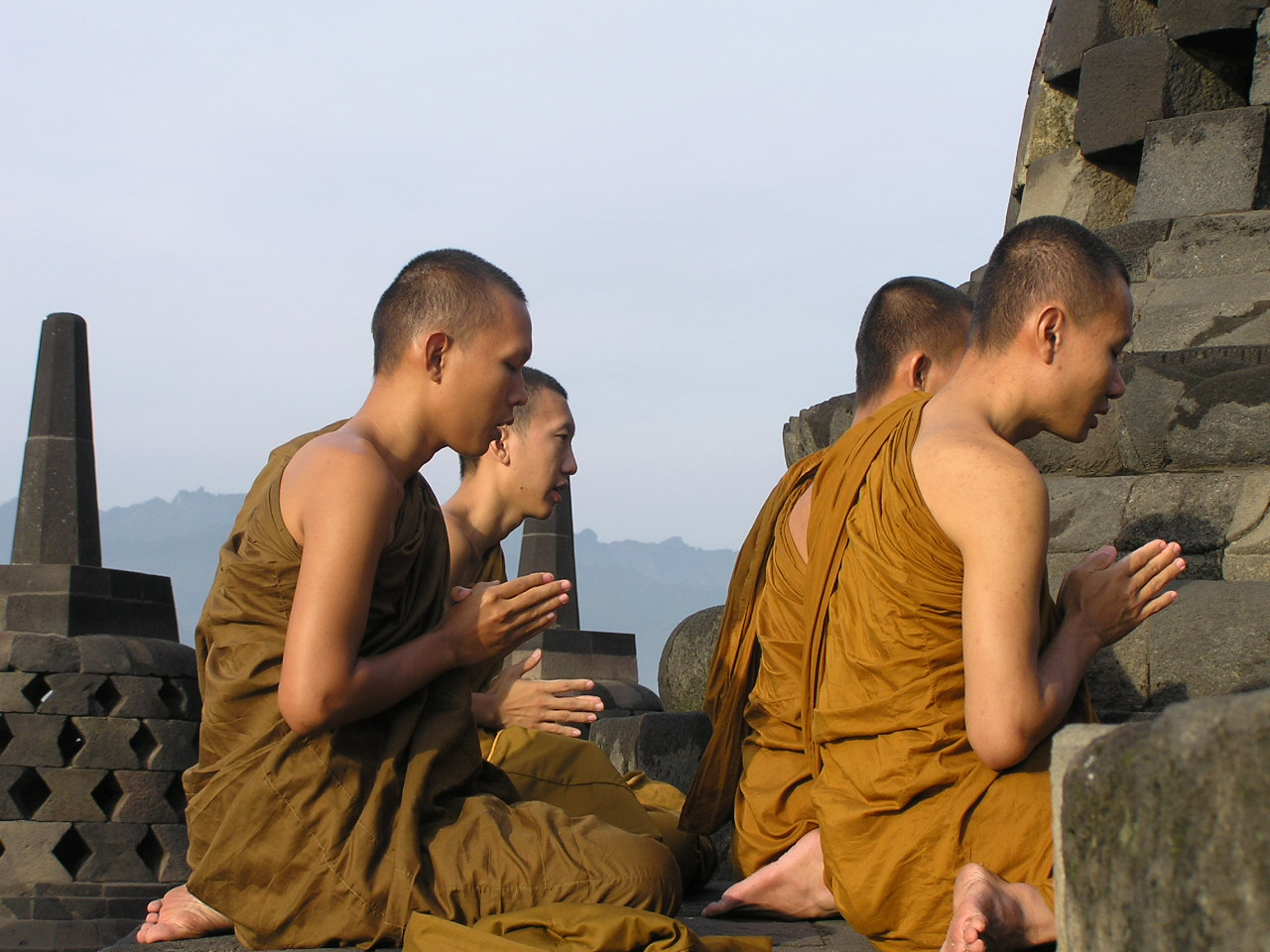
Biddende monniken bij de Borobudur

Walubi (Perwakilan Umat Buddha Indonesia) is de belangrijkste boeddhistische organisatie in Indonesië en diende eind 20e eeuw als overkoepelende organisatie voor zeven boeddhistische scholen: theravada, buddhayana, mahayana, tridharma, kasogatan, maitreya en nichiren.
Ondanks de verschillen die er tussen de verschillende stromingen bestaan, zijn er ook overeenkomsten onderling zoals de erkenning van de Vier nobele waarheden en Het Achtvoudige Pad. In het algemeen wordt het boeddhisme in Indonesië relatief individualistisch beleefd en wordt elk mens geacht verantwoordelijk te zijn voor zichzelf. Tempels en priesters worden daarom overwegend niet betrokken in de persoonlijke beoefening van de boeddhistische praktijk.
Begin 21e eeuw zijn de meeste boeddhisten te vinden op Jakarta, hoewel er ook ander provincies zijn met een beduidend aantal beoefenaars, zoals Riau, Noord-Sumatra en West-Kalimantan. Een belangrijk deel van de boeddhisten in Indonesië zijn van Chinese komaf. Een boeddhistisch volk van Indonesische komaf is bijvoorbeeld de "Bodha" - een ondergroep van de Sasak - in Bentek, Lombok en de sloppenwijken van Gunung Rinjani.
Met een aandeel van 0,9% van de bevolking (2001) is het boeddhisme niettemin nog een betrekkelijk kleine religie in het land. Gerekend op een totale bevolking van circa 245 miljoen inwoners (2011) komt dit niettemin nog neer op meer dan 2 miljoen boeddhisten neer. Indonesië bevindt zich dan nog wel in de top 20 qua aantal boeddhisten per land. Cijfers uit bevolkingstellingen geven echter wel een vertekend beeld, omdat het confucianisme en taoïsme niet volgens de Indonesische Grondwet worden erkend, waardoor volgelingen ervan geregistreerd staan als boeddhist.
België · Cambodja · China (Hongkong · Tibet) · India · Indonesië · Japan · Korea · Myanmar · Mongolië · Nederland · Rusland · Sri Lanka · Taiwan · Thailand